# Hospital Cama (Bombay)
El Hospital Cama & Albless (originalmente solo Hospital Cama) es un hospital para mujeres y niños ubicado en la ciudad de Bombay, India, equipado con 367 camas. 

## Historia
La primera piedra fue colocada por SAR el Duque de Connaught el 22 de noviembre de 1883 y el edificio se inauguró formalmente el 30 de julio de 1886. El edificio fue diseñado en estilo gótico medieval por Khan Bahadoor Muncherjee Cowasjee Murzban. El edificio está hecho de piedra obtenida de Porbandar. Pestonjee Hormusjee Cama es un filántropo parsi que contribuyó en su construcción.
La dotación de personal fue proporcionada por el Fondo de Mujeres Médicas de la India.
Al principio, todos los nombramientos de médicos eran temporales y se revisaban al cabo de cinco años.  Edith Pechey, fue la primera mujer médica en incorporarse al hospital. Fue una de las integrantes del grupo original de estudiantes de medicina de la Universidad de Edimburgo (1869). Pechey fue el oficial médico superior del hospital desde 1886 hasta 1894. Ella fue la impulsora de la creación de la escuela de formación de enfermeras anexa al hospital. Pechey, junto con su marido, fundó el Sanatorio Pechey-Pimpson para mujeres y niños en Nasik Road.
Charlotte Louisa Elleby, oftalmóloga con título de médica de París, se unió a Pechey. Elleby inició el departamento de oftalmología en el hospital y manejó con éxito el gran número de pacientes ambulatorios para tratamientos relacionados con la vista.
Annette Benson fue la directora del hospital durante muchos años.